# Devarodes xeron
Devarodes xeron är en fjärilsart som beskrevs av Paul Dognin 1921. Devarodes xeron ingår i släktet Devarodes och familjen mätare. Inga underarter finns listade i Catalogue of Life.